# ألف فريمان
ألف فريمان (بالإنجليزية: Alf Freeman)‏ (13 يوليو 1904 في المملكة المتحدة - 1 يناير 1966) هو لاعب كرة قدم بريطاني (وحمل سابقاً جنسية المملكة المتحدة لبريطانيا العظمى وأيرلندا) في مركز الدفاع. لعب مع نادي بلاكبول وفريكلي أثلتيك ‏ ولينكولن سيتي أف سي ونادي مانسفيلد تاون وAshfield United F.C. ‏.